# Бойовий потенціал
Бойови́й потенціа́л — узагальнена характеристика бойових можливостей (вогневих, ударних та маневрених) військового формування (об'єднання, з'єднання, частини або підрозділу) або зразка військової техніки та озброєння в певному виді бойових дій (наступі, обороні тощо), який розраховується математично та позначається числом.
Бойовий потенціал визначається методом моделювання бойових дій військового формування (бойової техніки) та порівнюється з бойовими діями умовно визначеної розрахункової одиниці (як правило дивізії, танку, бойової машини тощо), бойовий потенціал якої дорівнює одиниці.
Під час визначення якісного показника (бойового потенціалу) ураховуються науково обґрунтовані коефіцієнти бойової ефективності частин та підрозділів. Розрахунок проводиться шляхом визначення кількості механізованих, танкових, артилерійських, ракетних, авіаційних і інших формувань кожної сторони.
Згідно з результатами кількісно-якісного аналізу отриманого співвідношення бойового потенціалу своїх військ та військ противника можна зробити відповідні висновки щодо можливості виконання бойового завдання.